# Isprinsessan (film, 2005)
Isprinsessan (engelska: Ice Princess) är en amerikansk film från 2005 i regi av Tim Fywell. I huvudrollerna syns Michelle Trachtenberg, Joan Cusack och Kim Cattrall. Filmen inspirerade bland annat en då 11-årig Zahra Lari från Saudiarabien till att satsa på konståkning och olympiska vinterspelen 2018 i Sydkorea.

## Rollista (urval)
- Michelle Trachtenberg - Casey Carlyle
- Joan Cusack - Joan Carlyle
- Hayden Panettiere - Gen Harwood
- Kim Cattrall - Tina Harwood
- Trevor Blumas - Teddy Harwood
- Kirsten Olson - Nikki
- Connie Ray - Nikkis mamma
- Juliana Cannarozzo - Zoe Bloch

### Fotnoter
1. ↑  Chuck Culpepper (11 juli 2016). ”Middle Eastern women were once discouraged from sport. A new generation now chases Olympic glory” (på engelska). Washington Post. https://www.washingtonpost.com/sports/olympics/muslim-women-were-once-forbidden-from-sport-a-new-generation-now-chases-olympic-glory/2016/07/11/ec01b4a6-2cb6-11e6-9de3-6e6e7a14000c_story.html. Läst 20 augusti 2016.